# Mikel Ayestaran Aierra
Mikel Ayestaran Aierra   (Beasain, 1975) és un periodista freelance basc especialitzat en zones de conflicte.
Llicenciat en Ciències de la Informació per la Universitat de Navarra, el 2006 va treballar al Líban cobrint la guerra entre Hesbol·là i Israel. Ha treballat també a l'Iran, Irak, Afganistan i Pakistan, Israel i els territoris Palestins. El 2011, amb l'arribada de la primavera Àrab, va recórrer, com a enviat especial, Tunísia, Egipte, Líbia, Iemen i Síria.
El 2015 es va establir a Jerusalem. El 2016 col·laborava amb els diaris del grup Vocento i amb la radiotelevisió basca. Forma part de l'equip fundador del mitja de comunicació de periodistes d'informació internacional Revista 5W. El 2016 va publicar el llibre 'Gaza, cuna de mártires'. El 2017, va publicar ‘Oriente Medio, Oriente roto’ que cobreix conflictes entre 2007 i 2017 com les revoltes àrabs a Tunísia i Egipte, les guerres civils a Líbia i Síria, la situació a l'Afganistan, la irrupció de l'Estat Islàmic i el conflicte entre israelians i palestins. El 2018 va publicar 'Las cenizas del califato', després de la derrota militar de l'autodenominat Estat Islàmic, descrivint els antics dominis del grup gihadista entre Síria i l'Irak.
A començaments de 2022, davant la invasió russa d'Ucraïna, Ayestaran es desplaça a Kíev per fer cròniques periodístiques.